# فرودگاه بنبکولا
فرودگاه بنبکولا (به انگلیسی: Benbecula Airport) (به زبان بومی: Port-adhair Beinn na Fadhla) یک فرودگاه خصوصی حمل و نقل با کد یاتا BEB است که یک باند فرود آسفالت دارد و طول باند آن ۱۸۳۶ متر است. این فرودگاه در کشور اسکاتلند قرار دارد و در ارتفاع ۶ متری از سطح دریا واقع شده‌است.

## شرکت‌های هواپیمایی و مقصدهای پروازی
The airport provides scheduled services to the Scottish mainland and other Hebridean islands. In so doing it provides vital transport connections for the islands of Benbecula, North Uist and South Uist, which are interlinked by causeway but are over two hours from the mainland by sea. The airport is also used by emergency air ambulance flights and by flights supporting the nearby missile test range.
| شرکت‌های هواپیمایی         | مقصدهای پروازی                                        |
| ------------------------- | ----------------------------------------------------- |
| فلای‌بی اجرا توسط Loganair | گلاسگو، اینورنس، استورنووی (all end ۳۱ اوت ۲۰۱۷)      |
| Loganair                  | گلاسگو، اینورنس، استورنووی (all begin ۱ سپتامبر ۲۰۱۷) |